# 9 × 25 mm Mauser
Die Patrone 9 × 25 mm Mauser, auch 9 mm Mauser oder 9 mm Mauser Export, wurde ab 1904 von DWM für die Mauser-Selbstladepistole C96 entwickelt.

## Geschichte
Für den Export der C96 nach Afrika, Südamerika und Asien war eine stärkere Patrone als die in der C96 verwendete 7,63 × 25 mm gewünscht. Diese wurde als Grundlage genommen und die Hülsenschulter auf 9 mm aufgeweitet.
Bis zum Erscheinen der .357 Magnum war die 9 × 25 mm Mauser die stärkste Pistolenpatrone der Welt.

## Waffen

### Pistolen
- Mauser C96
- Mauser C06/08 (in geringen Stückzahlen hergestellte Weiterentwicklung der Mauser C96)

### Maschinenpistolen
- Steyr MP34
- Bergmann MP 34/MP 35
- SIG MKMO/MKMS
- FÉG 39M/43M